# Gene Anthony Ray
Gene Anthony Ray (Nova York, 24 de maig de 1962 - Nova York, 14 de novembre de 2003) fou un ballarí i actor estatunidenc.

## Biografia
Nascut a Harlem, Nova York, Ray es va criar en el barri del carrer 153 West. Va anar a la High School of Performing Arts, la seva inspiració pel seu film Fame, però el van fer fora després del primer any. "Era massa disciplinada pel meu fill salvatge," va dir la mare de Ray, Jean E. Ray Ray també va estudiar dansa a la "Julia Richman High School", on coneixeria el coreograf de Fame, Louis Falco.
Quan estudiava dansa a l'Escola de Julia Richman High School, va ser seleccionat per interpretar el paper de "Leroy Johnson", un aspirant a ballarí a la pel·lícula d'Alan Parker Fama (1980). El personatge era una semblança de l'actor que ho interpretava, amb una trajectòria, plantejaments vitals i personalitat molt similars. El millor ballarí de tota l'acadèmia. Com el seu personatge, Ray tenia poca formació professional, però tenia un talent que li va fer guanyar el seu paper per a la pel·lícula.
Va ser tal l'èxit de la pel·lícula que dos anys després s'estrenava la seva continuació per a la pantalla petita en una sèrie titulada igualment Fama. El personatge de Leroy va ser un dels més carismàtics de la sèrie i sens dubte una de les claus del seu èxit i va convertir Ray en una de les figures més populars de televisió a nivell mundial durant els anys vuitanta. L'actor es va mantenir en l'elenc principal al llarg de les sis temporades que va durar la seva emissió, entre 1982 i 1986.
Tanmateix, després de la cancel·lació de Fama, la carrera de Ray no va tornar a despuntar. Va intervenir puntualment a la pel·lícula Out of Sync (1995), dirigida per la seva ex-companya de repartiment en Fama Debbie Allen i en la comèdia Eddie (1996), protagonitzada per Whoopi Goldberg, a més de realitzar un cameo a Austin Powers in Goldmember (2002).
Seropositiu del VIH, acabaria morint a conseqüència de complicacions derivades d'un accident cerebrovascular.

## Filmografia
- 1980: Fama (Fame)
- 1981: Vendredi ou la vie sauvage
- 1982 - 1987: Fame
- 1995: Out of Sync
- 1996: Eddie
- 1997: Drew Carey Show
- 2002: Kids From Fame